# Kārsava (novads)
Kārsava (łot.: Kārsavas novads) – jeden z łotewskich novadsów, funkcjonujący w latach 2009–2021.

## Historia
Novads powstało na terenach należących przed 2009 do rejonu Lucyn.
W skład novadsu wchodziło miasto Kārsava oraz pięć pagastsów: Goliševa, Malnava, Mērdzene, Mežvidi i Salnava. Jego stolicą zostało miasto Kārsava.
Zlikwidowany w ramach reformy administracyjnej 30 czerwca 2021. Wszedł w całości w skład nowego novadsu Lucyn.